# Lacul de acumulare Novodnistrovsk

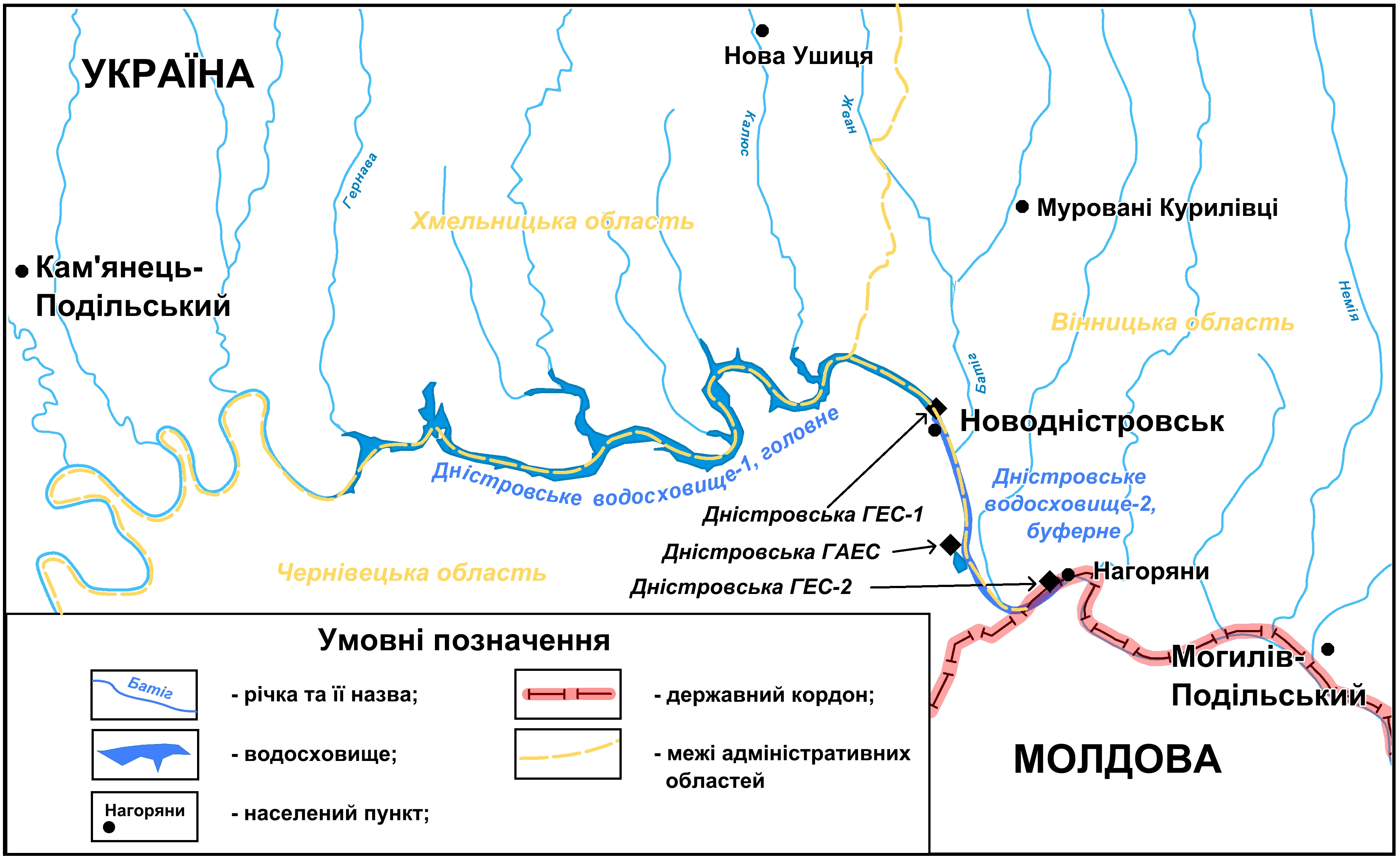
Lacul de acumulare în cadrul Complexului hidroelectric de pe Nistrul superior

Lacul Novodnistrovsk (în ucraineană Дністровське водосховище, în rusă Днестровское водохранилище) este un lac de acumulare de pe fluviul Nistru, care s-a format după construirea barajului Centralei hidroelectrice de la Novodnistrovsk (regiunea Cernăuți, Ucraina). Are o suprafață de 140 km² și este cel mai mare lac de acumulare din bazinul Nistrului. 
În ultimii ani locurile extrem de pitorești din împrejurimile sale devin o destinație turistică destul de populară, mai ales după darea în exploatare în anul 2006 a unui mare complex de agrement în comuna Dnistrivca (raionul Chelmenți). Pe malul lacului se află și o serie de importante monumente de arhitectură, inclusiv Cetatea Hotinului și mănăstirea rupestră de la Galițea (raionul Secureni). 

## Galerie de imagini

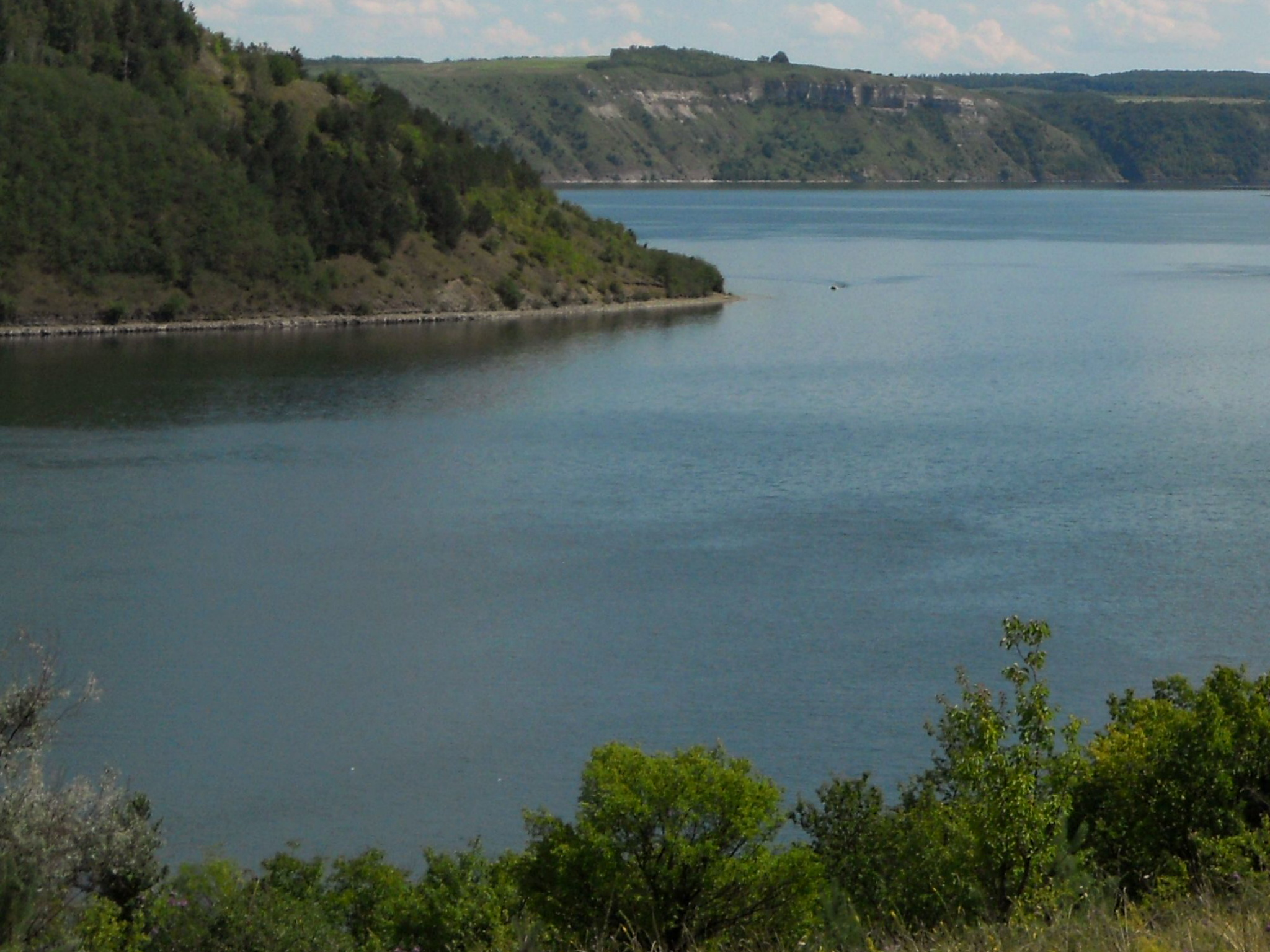
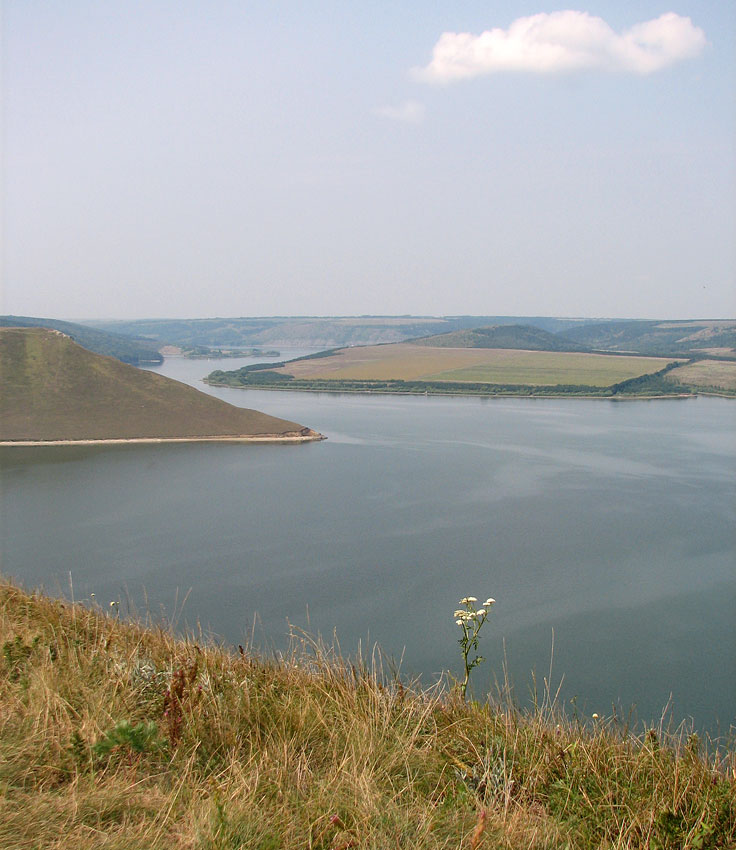
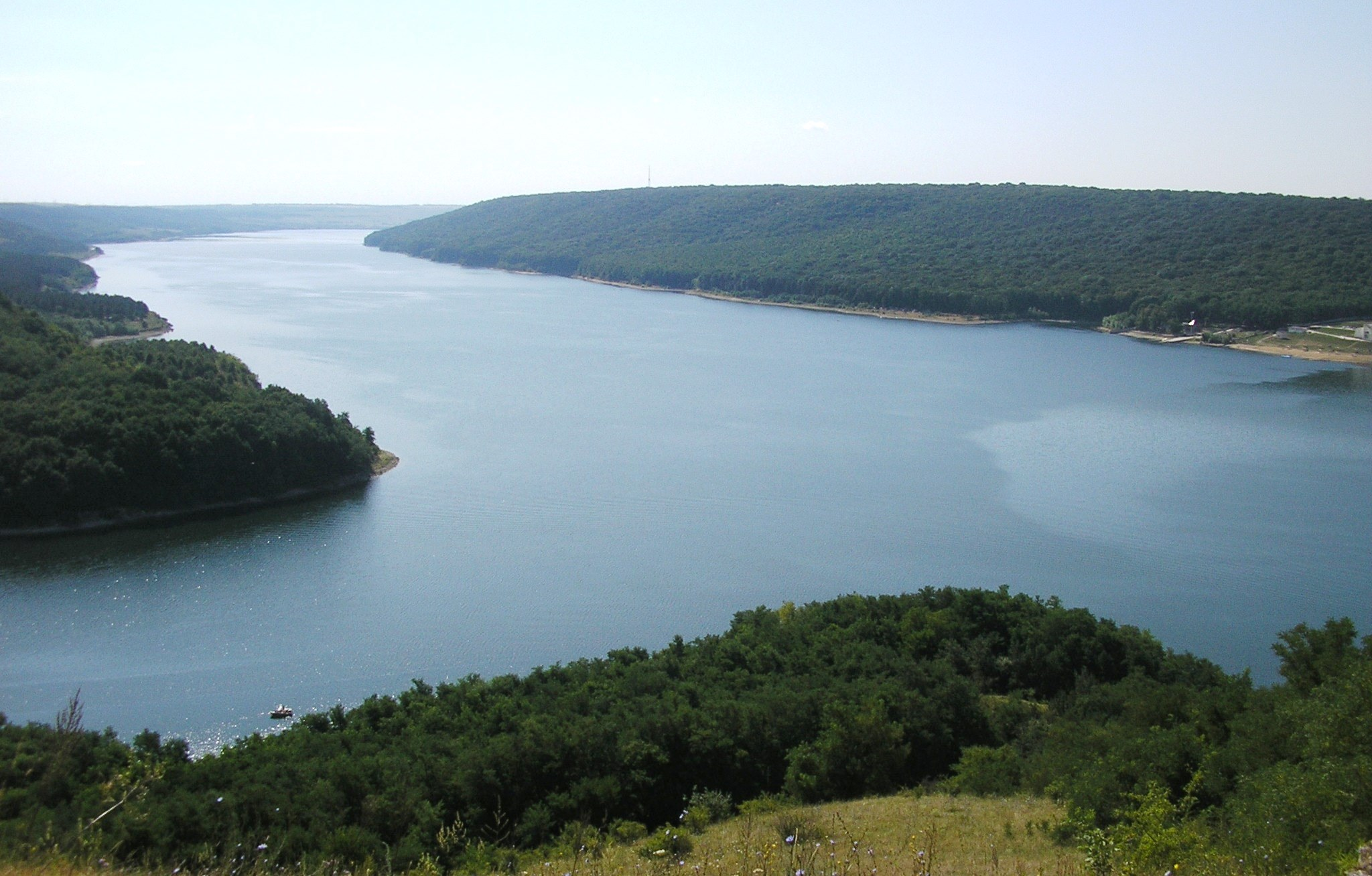
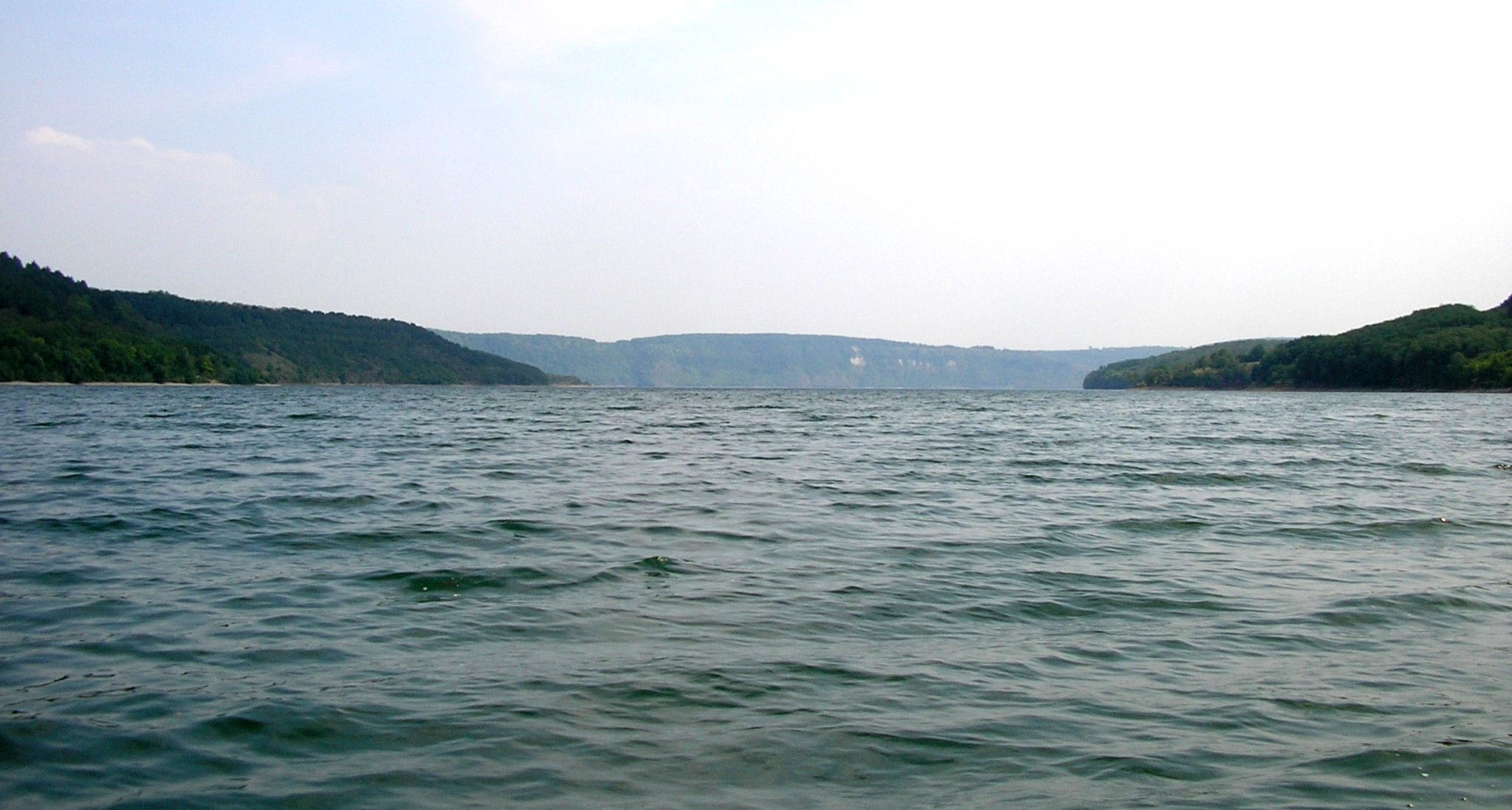

## Vezi și
- Complexul hidroelectric de pe Nistru

## Legături exterme
- Imagini ale lacului de acumulare de la Novodnistrovsk Arhivat în 18 octombrie 2007, la Wayback Machine.